# Туринка
Тури́нка (укр. Туринка, пол. Turynka) — село в Жолковской городской общине Львовского района Львовской области Украины.
Расположено на речке Свинья, притоке р. Рата, в 10 км на северо-восток от районного центра, ренессансного города-крепости Жолквы, в 23 км севернее Львова и в 40 км от украинско-польской границы на развилке международных трасс Львов — Рава-Русская — Варшава и Львов — Ковель — Брест.

## История
Первое упоминание о селе относится к 1478 г., тогда же упоминается и о церкви в нём. Поселение это было королевской собственностью. Здесь родился Станислав Жолкевский, будущий коронный гетман Речи Посполитой и основатель города Жолквы. Впоследствии село находилось в подчинении польского короля Яна III Собеского.

## Достопримечательности
- Памятник архитектуры местного значения — церковь Преподобной Параскевы Пятницы (1837 г.)
- Памятник в честь переноса в село чудотворной иконы Иисуса Христа в 1766 г.

## Известные люди
- Родился Станислав Жолкевский (1547—1620) — польский полководец начала XVII века, покоритель Москвы.
- Родился А. Г. Великий (1918—1982) — историк церкви, археограф.